# Péguy Luyindula
Péguy Luyindula Makenda (Kinshasa, 25 mei 1979) is een voormalig Frans voetballer van Congolese afkomst. De aanvaller stond onder contract bij New York Red Bulls, waar hij in 2014 zijn loopbaan beëindigde. Voordien speelde hij voor onder meer voor Olympique Lyon, Olympique Marseille en Paris Saint-Germain.
Luyindula werd met Lyon hij landskampioen in 2002, 2003 en 2004. Met RC Strasbourg won hij in 2001 de Coupe de France en met Paris Saint-Germain in 2008 de Coupe de la Ligue.
Luyindula speelde in de periode 2003-2005 vier wedstrijden voor de Franse nationale ploeg, daarin kon hij één doelpunt scoren.

## Carrière
- 1997-1998: Niort
- 1998-2002: RC Strasbourg
- 2002-2004: Olympique Lyon
- 2004-2007: Olympique Marseille
  - 2005-2006: AJ Auxerre (op huurbasis)
  - 2006-2007: Levante UD (op huurbasis)
- 2007-2012: Paris Saint-Germain
- 2013-2014: New York Red Bulls

## Erelijst
RS Strasbourg
- Coupe de France

2001